# Казанка (Баймацький район)
Каза́нка (рос. Казанка, башк. Казанка) — присілок у складі Баймацького району Башкортостану, Росія. Входить до складу Мукасовської сільської ради.
Населення — 417 осіб (2010; 400 в 2002).
Національний склад:
- башкири — 54%
- росіяни — 40%